# Мара Фратева
Мара Георгиева Фратева е българска оперна певица сопран.

## Биография
Родена е в София на 25 септември 1895 г. Учи пеене при Иван Вульпе. От 1914 г. е в хора на Народната опера в София. През 1915-1918 г. учи в Консерваторията в Женева. След завръщането си работи в Софийската опера и концертира из цяла България. Гастролира като оперна певица в чужбина. След 1937 г. живее и работи в Милано.

## Роли
Мара Фратева изпълнява множество роли, от които по-известни са:
- Аида – „Аида“ от Джузепе Верди
- Мими – „Бохеми“ от Джакомо Пучини
- Тоска – „Тоска“ от Джакомо Пучини
- Турандот – „Турандот“ от Джакомо Пучини

| |  |  |  |
| Мара Фратева в ролята на Аида в операта „Аида“ от Джузепе Верди. Постановка на Софийската народна опера, 25 септември 1925 г. Диригент Ю. Померанцев, реж. Христо Попов, участват още Иван Вульпе, Стефан Македонски, Стефан Савов и Констанца Кирова. Източник: ДА „Архиви“ |  |  |  |